# Кор, Леопольд
Леопольд Кор (нем. Leopold Kohr, 5 октября 1909 — 26 февраля 1994) — австрийский экономист, юрист, политолог. Определял себя как философского анархиста.

## Биография
Леопольд Кор родился 5 октября 1909 года в местечке Оберндорф около Зальцбурга.
В 1916—1928 гг. Кор посещает начальную школу в Оберндорфе, а затем классическую гимназию в Зальцбурге.
В 1928—1933 гг. в Инсбруке Кор изучает юриспруденцию, и к 1933 году Кор получает степень Доктора юридических наук.
Кор заканчивает год судебной практики в Зальцбурге и в Вене, начинает изучение государствоведения в Университете Вены (1933—1937). Во время многочисленных пребываний в Париже он работает журналистом, одновременно числясь в местном университете. В 1937 году Кор получает степень Доктора государствоведческих наук.
В 1937 году Кор работает корреспондентом для австрийской и швейцарской газет. Для парижского агентства новостей «Agence Viator» Кор следит за ходом испанской гражданской войны. В Испании он знакомится с Джорджем Оруэллом, Эрнестом Хемингуэем и Андре Мальро. В 1938 году в Париже Кор вступает в группу Сопротивления, к которой принадлежал и Отто Габсбург. Впоследствии он эмигрирует в Нью-Йорк.
В 1939—1943 гг. на северо-западе Канады Кор работает на золотом прииске. В Америке продолжает вести политическую и публицистическую борьбу с национализмом и за независимость Австрии. В 1941 году появляется его статья «Disunion Now» («Разъединение, немедленно»), в которой он требует разъединения крупных держав.
В период с 1943—1955 гг. Кор преподает политическую экономию и политическую философию в Рутгерском Университете в штате Нью-Джерси.
В 1950/51 гг. в Лондоне появляется первая книга Кора «The Breakdown of Nations» («Распад наций»)
В 1955—1973 гг. Кор преподает в Государственном Университете Пуэрто-Рико в Сан Хуане.
В 1967 году в качестве консультанта Кор помогает основать независимое государство на карибском острове Ангилья. Через год все попытки потерпели неудачу после выступления Британской колониальной державы.
В 1973 году после выхода на пенсию Кор переезжает из Пуэрто-Рико в валлийский Аберистуит и начинает преподавать в местном университете.
В 1980 году в ходе подготовки к кельтской выставке в Халляйне Леопольд Кор знакомится с профессором Альфредом Винтером, который делает личность Кора и его идеи знаменитыми как на родине Кора, так и во всём немецко-говорящем регионе.
В 1983 году в Стокгольме Леопольд Кор удостаивается премии «За правильный образ жизни» (Right Livelihood Award, «Альтернативная Нобелевская Премия»), и становится первым в истории премии австрийцем.
1986—1994 гг. Кор переезжает из Аберистуита в юго-западный английский Глостер. Он много путешествует, читает лекции в качестве приглашенного преподавателя. Он также преподает курс в Университете Зальцбурга.
В 1986 году основывает Академию Леопольда Кора и культурное сообщество Tauriska в Ноекирхен на Гросвенедигер.
В 1993 году Кор готовится к обратному переезду в родной Оберндорф.
26 февраля 1994 года в возрасте 84 лет Леопольд Кор умирает в Глостере.